# برون (قبيلة)
قبيلة البرون، هي قبيلة أفريقية تنتمي إلى المجموعة النيلية كالدينكا والنوير تقطن في ولاية النيل الأزرق بالسودان كما أن لهم وجود قليل في دولة جنوب السودان بولاية أعالي النيل يتحدثون لغة البرون ويبلغ عددهم حوالي 40 ألف، يعتنقون الإسلام مع احتفاظهم بالطابع التقليدي المتمثل في العادات الإحيائية. يتميز البرون ببشرتهم الأقل سمرة مقارنة مع بقية الشعوب النيلية الأخرى كما يتميزون بطول القامة مع ساقين نحيلتين وأنف واسع وشفة رقيقة وشعر مجعد.

## نشاط القبيلة
معظم البرون يشتغلون في الزراعة وتربية الماشية من أغنام وماعز

## الحياة التقليدية للقبيلة
تقع قراهم على سفوح الجبال وكل قرية لها عمدتها الذي يتولى شؤونها وهو بمثابة أب لتلك الأرض فيتلقى مختلف الهدايا مع المزيد من الولاء والاحترام من أهل القرية كما يعتمدون عليه في الشفاء من الأمراض البسيطة لكنه يفقد هذه المزايا إذا ضعفت سلطته عليهم فيجبرونه على ترك منصبه. يمارس أهل القبيلة طقوسا معينة لاستجلاب المطر وهم يعيشون في أكواخ مستديرة مع أسطح من العشب والقش. معظم الرجال لديهم أربع زوجات. كل زوجة تعيش في كوخها الخاص لكن تبقى الزوجة الأولى بمثابة شيخة على بقية الزوجات. يعيش الأبناء حتى بعد زواجهم في بيوت أمهاتهم لكن هناك من يستقل إذا توفرت له الامكانات.
1. 1 2  Burun, Lange in Sudan :: Joshua Project نسخة محفوظة 03 ديسمبر 2013 على موقع واي باك مشين.